# Komsomolsk (Iwanowo)
Komsomolsk (russisch Комсомольск) ist eine Kleinstadt in der Oblast Iwanowo (Russland) mit 8693 Einwohnern (Stand 14. Oktober 2010).

## Geografie
Die Stadt liegt etwa 35 km westlich der Oblasthauptstadt Iwanowo an der Uchtochma, einem rechten Nebenfluss der Uwod im Flusssystem der Wolga.
Komsomolsk ist Verwaltungszentrum des gleichnamigen Rajons.

## Geschichte
Komsomolsk entstand in der Nähe des alten Dorfes Milowskoje ab 1927 im Zusammenhang mit der Errichtung des Wärmekraftwerkes Iwanowo. Nach Inbetriebnahme des Kraftwerkes am 5. Oktober 1930 erhielt der Ort 1931 den Status einer Siedlung städtischen Typs (gilt als Gründungsjahr). Der Ort ist nach der Jugendorganisation Komsomol benannt.
1950 wurde das Stadtrecht verliehen.

### Bevölkerungsentwicklung
| Jahr | Einwohner |
| ---- | --------- |
| 1939 | 15.734    |
| 1959 | 11.103    |
| 1970 | 12.320    |
| 1979 | 12.333    |
| 1989 | 11.587    |
| 2002 | 9.595     |
| 2010 | 8.693     |

Anmerkung: Volkszählungsdaten

## Kultur und Sehenswürdigkeiten
In Komsomolsk steht die ehemalige Dorfkirche Mariä Geburt von Milowskoje (Рождественская церковь/Roschdestwenskaja zerkow) von 1771. Im bereit 1568 urkundlich erwähnten Dorf Piszowo ist die Auferstehungskirche (Воскресенская церковь/Woskressenskaja zerkow) von 1748 erhalten.

## Wirtschaft und Infrastruktur
Bei Komsomolsk befindet sich das ursprünglich mit Torf, heute jedoch mit Heizöl betriebene Wärmekraftwerkes Iwanowo (Ивановская ГРЭС/Iwanowskaja GRES) mit einer Leistung von 214 Megawatt. Der Ausbau auf 700 Megawatt ist projektiert. Es gibt kleinere Betriebe des elektrotechnischen und hydraulischen Gerätebaus, der Textil- und Lebensmittelindustrie sowie der Holzwirtschaft.
Die Stadt ist Endpunkt einer 35 Kilometer langen Eisenbahnstrecke ab Iwanowo (nur Güterverkehr).